# Меречанка
Меречанка, Ставок — річка в Білорусі у Пінському районі Берестейської області. Права притока річки Ясельди (басейн Прип'яті).

## Опис
Довжина річки 23,4 км, похил річки 0,9 м/км , площа басейну водозбіру 149 км² . Формується безіменними струмками. Річка частково каналізована.

## Розташування
Бере початок за 2,5 км на північно-західній стороні від села Вижлавічи. Тече переважно на північний схід і за 2 км на північно-східній стороні від села Новосіллє впадає у річку Ясельду, ліву притоку річки Прип'яті.